# Wooldse Veen
Het Wooldse Veen (ook wel Burloërveen of Vardingholterveen) is een natuurreservaat aan de zuidoostzijde van de Nederlandse gemeente Winterswijk. Dit hoogveengebied vormt één geheel met het Duitse natuurgebied Burlo-Vardingholter Venn und Entenschlatt in de Kreis Borken. Het Nederlandse deel beslaat ca 50 ha, het Duitse ruim 100 ha. Het Nederlandse deel is tevens (naast negentien andere gebieden) onderdeel van het in 2005 door de Nederlandse overheid uitgeroepen Nationaal Landschap Winterswijk, een gebied van totaal bijna 22.000 hectare groot.

## Vegetatie en dieren
Het gebied kenmerkt zich door de veenputten en veendijken: overblijfselen van de vroegere afgravingen, waarbij men na verdroging het veen gebruikte voor turf. Door een regeneratieplan vormt zich nieuw hoogveen in de veenputten, met als begroeiing onder andere zonnedauw, lavendelheide, kleine veenbes en veenmos. De veendijken zijn begroeid met berken en soms ook eiken.
Het gebied is rijk aan bijzondere libellen (zoals de zwarte heidelibel en de grote keizerlibel) en vlinders: ook vindt men hier de kamsalamander, hazelworm, heidesabelsprinkhaan, de gladde slang, dassen en buizerds.

## Bescherming en beheer
Het gebied is sinds 1949 gedeeltelijk in eigendom en beheer van Natuurmonumenten en enkele particulieren en in samenwerking met Duitse verenigingen is men bezig met natuurherstel in het gebied. Herstel is kansrijk vanwege de uit keileem bestaande ondergrond, die een al te zware verdroging heeft kunnen voorkomen. Zowel het Nederlandse als het Duitse gedeelte zijn aangewezen krachtens de Habitat-richtlijn en maken deel uit van het Europese natuurnetwerk Natura 2000.

## Paden
Op de landsgrens door het Nederlands - Duitse veengebied loopt een zogenaamd 'commiezenpad', een oude route die door het gebied liep om commiezen de gelegenheid te geven smokkelaars te betrappen. Dit pad liep midden door het veen, pal op de grens. Opmerkelijk is de aanwezigheid van liefst 186 oude grensstenen. Behalve dit pad zijn er enkele grensoverschrijdende fiets- en wandelroutes in de omgeving die over en langs de zogenoemde groene grens voeren.